# Cryphia pinkeri
Cryphia pinkeri là một loài bướm đêm trong họ Noctuidae.